# Voulez-vous danser avec moi ?
Pour plus de détails, voir Fiche technique et Distribution.
Voulez-vous danser avec moi ? est un film de production franco-italienne réalisé par Michel Boisrond, sorti en 1959.

## Synopsis
Hervé, dentiste de charme, est le mari de Virginie Decauville-Lachenée, dont le père est industriel. Une scène de ménage crépite. Les portes claquent. Hervé, pour se consoler du départ de Virginie, va se distraire chez Anita, sans savoir qu'il a affaire à une créature pour qui le chantage est un passe-temps. En voulant récupérer des photos compromettantes, Hervé bute sur le cadavre de cette aventurière. Le voici en mauvaise posture. Dès lors, Virginie mène une enquête imprévisible avec une ingénuité qui pourtant portera ses fruits et les mènera dans des milieux inattendus. 

## Fiche technique
- Titre français : Voulez-vous danser avec moi ?
- Titre italien : Sexy Girl
- Réalisation : Michel Boisrond
- Scénario : d'après le roman Valse blonde (The Blonde Died Dancing) de Kelley Roos
- Adaptation : Annette Wademant, Louis C. Thomas, Gérard Oury, Francis Corse, Jean-Charles Tacchella, Michel Boisrond
- Dialogues : Annette Wademant
- Assistant réalisateur : Jacques Poitrenaud
- Images : Robert Le Febvre
- Opérateur : Roger Delpuech
- Son : William-Robert Sivel
- Décors : Jean André
- Montage : Claudine Bouché
- Musique : Henri Crolla, André Hodeir, Serge Gainsbourg
- Costumes : Rosine Delamare, sur une création de Tanine Autre
- Robes de Jacques Esterel
- Perruques de Carita
- Script-girl : Annie Rozier
- Maquillage : Odette et Pierre Berroyer, Lina Gallet
- Régisseur général : Maurice Hartwig
- Ensemblier : Pierre Charron, assisté de F. Bernardi
- Photographe de plateau : Paul Apoteker
- Production : Franco-Films (Paris), Vidès Cinematografica (Rome)
- Directeur de production : Francis Cosne
- Distribution : U.F.A. - Sofradis
- Tournage dans les studios de La Victorine du 9 juillet au 2 octobre 1959
- Développement dans les laboratoires Franay L.T.C., son Western-Electric
- Format : couleur (Eastmancolor) - 1.66:1 - Pellicule 35 mm - son : Mono (Westrex Sound)
- Durée : 90 min
- Genre : Comédie policière
- Date de sortie : 
  - France : 18 décembre 1959
- Affiche : Clément Hurel (France)

## Distribution
- Brigitte Bardot : Virginie Decauville-Lachenée, la femme du dentiste
- Henri Vidal : Hervé Dandieu, dentiste et mari de Virginie
- Noël Roquevert : Albert Decauville-Lachenée, industriel et père de Virginie
- Dawn Addams : Anita Florès, la maître-chanteuse[1]
- Dario Moreno : M. Florès, le mari d'Anita
- Maria Pacôme : Mme Decauville-Lachenée, la belle-mère de Virginie
- Philippe Nicaud : Daniel, professeur de danse travesti
- Paul Frankeur : le commissaire Marchal
- Serge Gainsbourg : Léon, le photographe, associé d'Anita
- Madeleine Bérubet : Clémence, la domestique de Gérard
- Joyce Johnson : Daisy, la maîtresse de Florès
- Pascal Mazzotti : le barman
- François Chaumette : l'inspecteur Joseph
- Georges Descrières : Gérard Lalemand
- Henri Tisot : un joueur
- Lucien Callamand : un patient chez le dentiste
- Gabriel Gobin : l'agent de la circulation
- Georges Demas : un homme dans la salle d'attente
- Bob Lerick : un homme dans la boîte de travesti
- Marie-Thérèse Orain : Mathilde, la bonne du dentiste
- Andrée Florence
- Michel Vocoret : un agent de police
- Jean-Pierre Lorrain : un inspecteur